# Mansión de Lielauce
La Mansión de Lielauce (en letón: Lielauces muiža; en alemán: Groß-Autz) es una casa señorial construida en estilo clásico tardío o estilo Imperio en el siglo XIX por el Conde Medem en la orilla sur del lago Lielauce, en la región histórica de Semigalia, en Letonia.

## Historia
La mansión de Lielauce en el siglo XVII era propiedad del Duque de Curlandia y Semigalia Friedrich Kettler quien en 1624 junto con toda su corte vivió en la mansión. El actual edificio es construido en el inicio del siglo XIX cuando fue comprado por la familia von Medem. A finales del siglo XIX la propiedad fue comprada por el conde von Pahlen como su residencia de verano. Durante las navidades de 1900 la mansión fue gravemente dañada por un incendio. En 1901 empezaron las obras de restauración. Como resultado el edificio adquirió una apariencia más Neoclásica. Después de la reforma agraria letona de 1920 el edificio fue usado como escuela. En la actualidad es propiedad de la Universidad de Ciencias y Tecnología de Letonia. Los interiores se conservan en algunas salas.